# Fame (romanzo)
(Knut Hamsun, incipit di Fame)
Fame (in norvegese: Sult) è un romanzo del premio Nobel Knut Hamsun.
Pubblicato nel 1890, è il libro con il quale l'autore norvegese riesce ad ottenere fama internazionale. Il romanzo è suddiviso in quattro parti, e il lasso di tempo narrato corrisponde a due stagioni, l'autunno e l'inverno (nell'ultima parte della storia). Tradotto in 47 lingue, in Italia il libro è apparso nel 1921, nella traduzione di Federigo Verdinois, alla quale seguirono numerose altre traduzioni.

## Trama
La vicenda si svolge ad Oslo, nei tempi in cui era ancora chiamata Christiania, e narra di uno scrittore il quale, nonostante le illusorie speranze via via fiaccate da cocenti delusioni, vive in condizioni estreme, a tal punto da venir gettato fuori dalla pensione in cui vive, ormai incapace di pagare la pigione, e comincia così a vagabondare, ridotto totalmente sul lastrico. Comincia a trascorrere dei periodi in cui è costantemente dilaniato dalla fame, arrivando a veri e propri deliri da inedia.
Lo scrittore sfiora più volte la pazzia. Alcune volte arriva sul punto di morire, biasimando Dio per il suo destino. Questo stato di cose viene interrotto quando riesce a guadagnare qualche corona da un suo articolo, sebbene non bastino per lungo tempo. Durante i suoi vagabondaggi per le vie della città incontra diversi personaggi, più o meno bizzarri; tra questi spicca Ylajali, una giovane donna con la quale instaura un rapporto sentimentale.
Nella quarta e ultima parte del romanzo egli si stabilisce in una locanda dalla quale viene scacciato dopo non aver pagato l'affitto per molto tempo. Afflitto e ormai senza speranza, si reca al porto. Qui riesce ad ottenere un lavoro su un mercantile russo e, lasciando Christiania, si conclude temporaneamente la sua lotta contro la fame. Fame che, metaforicamente, è fame di vita. 

## Edizioni in italiano
- K. Hamsun, Fame, trad. Federigo Verdinois, Gennaro Giannini, Milano 1921;
- K. Hamsun, La fame, trad. M. Bugelli, Sonzogno, Milano, 1926;
- K. Hamsun, Fame, trad. Giovanni Battista Varini, Mediolanum, Milano, 1933;
- K. Hamsun, Fame, trad. S. Giurleo, Minerva, Milano, 1935;
- K. Hamsun, Fame, trad. Ervino Pocar, Aldo Martello, Milano, 1952; poi Adelphi, Milano, 1974 ISBN 88-459-1698-7; poi Corriere della Sera, con introduzione di Franco Brevini, Milano 2014;
- K. Hamsun, Fame, trad. Annuska Palme Larussa, Fabbri, Milano, 1986;
- K. Hamsun, Fame, trad. C. Giannini, introduzione di Fulvio Ferrari, Mondadori, Milano, 1988;

## Versioni cinematografiche
Sono stati realizzati tre film basati sul romanzo di Knut Hamsun:
- Fame (1966), diretto da Henning Carlsen;[3]
- Hunger (2001), diretto da Maria Giese;[4]
- To agori troei to fagito tou pouliou (2012), diretto da Ektoras Lygizos.[5]